# Ubaldesco Baldi
Ubaldesco Baldi (* 13. Juli 1944 in Serravalle Pistoiese; † 13. Juni 1991 in Venedig) war ein italienischer Sportschütze.

## Erfolge
Ubaldesco Baldi nahm an den Olympischen Spielen 1976 in Montreal im Trap teil. Er erzielte 189 Treffer und war damit punktgleich mit Armando Marques auf dem zweiten Platz. Ein Stechen entschied über den Gewinner der Silbermedaille: Marques traf alle 25 Ziele, während Baldi zwei Ziele verfehlte und somit Bronze erhielt.